# Dermatite granulomatosa interstiziale
La dermatite granulomatosa interstiziale (IGD), anche conosciuta come granuloma di Churg-Strauss, granuloma cutaneo necrosante extravascolare, necrobiosi reumatoide ulcerata superficiale, dermatite a palizzata neutrofilica e granulomatosa, o dermatite di Ackerman è una malattia dermatologica rara, per la quale l'aspetto istologico è essenziale per la diagnosi. Si manifesta con placche eritematose, anulari o non, sulle estremità, sul tronco, sul collo e sul viso. Nel 10% dei casi, si presenta invece con cordoni nella regione axillo-toracica (detti segni della corda). Circa nella metà dei casi, vi possono essere anche sintomi articolari.

## Storia
È stata descritta per la prima volta da Ackerman nel 1993.

## Eziologia
Si può presentare in caso di poliartriti diverse dalla paraneoplastica, vasculiti granulomatose, LES e altre connettiviti, oppure può essere indotto da alcuni farmaci.

## Anatomia patologica
Istologicamente, si presenta con piccoli focolai necrotici delle fibre collagene, circondate principalmente da istiociti CD68+ formanti palizzate e da una quantità minore di neutrofili, eosinofili e linfociti.

## Clinica
È una malattia dell'adulto, più frequente nel sesso femminile.

### Segni e sintomi
Si presenta con papule, placche e cordoni eritematosi e asintomatici sul tronco e sulla porzione prossimale degli arti superiori. Inoltre, nel 50/80% dei casi, vi possono essere artriti o artralgie.

### Esami di laboraorio e strumentali
Per la diagnosi, è dirimente l'esame istologico.

## Prognosi
La terapia non è necessaria, in quanto la malattia ha un decorso benigno nella maggioranza dei casi e tende a risolversi spontaneamente dopo mesi o anni. In qualche sporadico caso, può avere un decorso cronico-recidivante.